# 华为畅享6S
华为畅享6S（DIG-AL00）是由华为公司自主研发的TD-LTE双卡双待智能手机，主打高颜值，面向青春时尚实用族，采用Android™ 6.0操作系统，于2016年12月19日在北京正式发布。

## 技术参数

### 型号
DIG-AL00

### 网络
2G：GSM/GPRS/EDGE/CDMA
3G：WCDMA/HSPA/HSPA+/CDMA2000/TD-SCDMA
4G：TD-LTE/LTE FDD 
Wi-Fi；支持WLAN 802.11 b/g/n和WAPI（2.4GHz）
支持快速WLAN热点分享
蓝牙V4.1

### 发布时间
2016年12月19日

### 操作系统
Android™ 6.0+EMUI4.1Lite系统 

### CPU
高通MSM8940(骁龙435)8核64位高速处理器（4*A53 1.4GHz + 4*A53 1.1GHz）

### 尺寸
143.5mm（长）x69.9mm（宽）x7.6mm（厚）

### 电池容量
3020mAh（典型值）

### 存储空间
RAM：3GB
ROM：32GB

### 显示器
In-cell工艺显示屏；五点式电容触摸，采用2.5D玻璃，分辨率 HD 720X1280

### 摄像头
前置摄像头：500万像素， 80°大广角
后置摄像头：1300万像素AF，F2.2大光圈，白金蓝玻璃滤光片，支持PDAF相位对焦，对焦时间小于<500ms

## 颜色
华为畅享6S有金色、银色、粉色3种版本。